# Чепин
45°31′ пн. ш. 18°34′ сх. д. / 45.52° пн. ш. 18.56° сх. д.
Чепин (хорв. Čepin) – громада і населений пункт в Осієцько-Баранській жупанії Хорватії.

## Населення
Населення громади за даними перепису 2011 року становило 11 599 осіб, 1 з яких назвала рідною українську мову. Населення самого поселення становило 9500 осіб.
Динаміка чисельності населення громади:
Динаміка чисельності населення центру громади:

## Населені пункти
Крім поселення Чепин, до громади також входять: 
- Бекетинці
- Чепинські Мартинці
- Чокадинці
- Ливана
- Овчара (до 2005 року)[4]

## Клімат
Середня річна температура становить 11,09°C, середня максимальна – 25,65°C, а середня мінімальна – -6,25°C. Середня річна кількість опадів – 663 мм.
| Клімат поселення                              | Клімат поселення | Клімат поселення | Клімат поселення | Клімат поселення | Клімат поселення | Клімат поселення | Клімат поселення | Клімат поселення | Клімат поселення | Клімат поселення | Клімат поселення | Клімат поселення | Клімат поселення |
| Показник                                      | Січ.             | Лют.             | Бер.             | Квіт.            | Трав.            | Черв.            | Лип.             | Серп.            | Вер.             | Жовт.            | Лист.            | Груд.            |                  |
| Середній максимум, °C                         | 5,80             | 8,04             | 12,62            | 17,25            | 22,60            | 25,65            | 25,34            | 25,08            | 20,94            | 15,54            | 9,44             | 5,54             |                  |
| Середня температура, °C                       | −0,2             | 2,00             | 6,60             | 11,20            | 16,58            | 19,60            | 21,24            | 20,98            | 16,84            | 11,40            | 5,30             | 1,40             |                  |
| Середній мінімум, °C                          | −6,25            | −4,01            | 0,59             | 5,20             | 10,55            | 13,59            | 17,14            | 16,87            | 12,71            | 7,30             | 1,22             | −2,7             |                  |
| Норма опадів, мм                              | 42               | 38               | 41               | 52               | 62               | 82               | 64               | 62               | 51               | 57               | 62               | 50               |                  |
| Середньомісячна швидкість вітру, м/с          | 2.30             | 2.60             | 2.84             | 2.74             | 2.40             | 2.20             | 2.20             | 2.00             | 2.00             | 2.13             | 2.30             | 2.40             |                  |
| Середньомісячна сонячна радіація, кДж/м²·день | 4251             | 6907             | 10886            | 15449            | 19312            | 21558            | 22198            | 20333            | 14913            | 9364             | 4773             | 3517             |                  |
| --------------------------------------------- | ---------------- | ---------------- | ---------------- | ---------------- | ---------------- | ---------------- | ---------------- | ---------------- | ---------------- | ---------------- | ---------------- | ---------------- | ---------------- |
| Джерело:                                      |                  |                  |                  |                  |                  |                  |                  |                  |                  |                  |                  |                  |                  |